# Phytoliriomyza mexicana
Phytoliriomyza mexicana är en tvåvingeart som beskrevs av Spencer 1977. Phytoliriomyza mexicana ingår i släktet Phytoliriomyza och familjen minerarflugor. Inga underarter finns listade i Catalogue of Life.